# Hadogenes austroafricanus
Espèce
Hadogenes austroafricanus est une espèce de scorpions de la famille des Hormuridae.

## Distribution
Cette espèce est endémique du Zimbabwe. Elle se rencontre au Matabeleland.

## Étymologie
Son nom d'espèce lui a été donné en référence au lieu de sa découverte, l'Afrique australe.

## Publication originale
- Penther, 1900 : Zur Kenntniss der Arachnidenfauna Südafrikas (Scorpiones). Annalen des Naturhistorischen Museums in Wien, vol. 15, p. 153-163 (texte intégral).